# Foraus – Forum Aussenpolitik – Forum de politique étrangère
foraus – Forum Aussenpolitik – Forum de politique étrangère – Forum for Foreign Policy ist eine partizipative Denkfabrik zur Schweizer Aussenpolitik. Der Verein mit Hauptsitz in Bern und Sitz in Genf besteht aus ehrenamtlich engagierten Akademikern, Studierenden sowie jungen Berufstätigen, welche in einem landesweiten Netzwerk aus Nachwuchswissenschaftlern und Aussenpolitik-Begeisterten aktiv sind. Sie entwickeln wissenschaftlich fundierte Forschungsarbeiten, die als Handlungsempfehlungen für aussenpolitische Entscheidungsträger und Interessierte dienen. Der Think-Tank organisiert und koordiniert zudem diverse Veranstaltungen.
Zur Zielsetzung äusserte foraus: «Wir prägen die Aussenpolitik, indem wir neue Stimmen in den gesellschaftlichen Diskurs einbringen.»

## Geschichte
Der Verein wurde am 17. Oktober 2009 im Tramdepot in Bern von Studierenden aus Zürich, Genf und Bern auf Initiative der Gründungsmitglieder Pablo Padrutt und Nicola Forster gegründet und ist nach dem Grassroots-Prinzip organisiert. Die Präsenz in der ganzen Schweiz wurde ab dem Sommer 2010 durch Regiogruppen verbessert. Im gleichen Jahr veröffentlichte foraus sein erstes Diskussionspapier Das Klima nach Kopenhagen seiner Autoren Martin Stadelmann und Mirco Keller. Im Jahr 2011 entstand die Geschäftsstelle in Zürich und 2014 in Genf, um der französischsprachigen Westschweiz und dem Röstigraben gerecht zu werden. 2022 wurde der Standort für die Deutschschweiz in die Hauptstadt nach Bern verlegt. foraus beschäftigt (Stand 2023) mehr als 100 Ehrenamtliche und besteht aus knapp 250 Mitgliedern.

## Organisation
Die wissenschaftliche Arbeit des Vereins ist in 13 Themenbereiche unterteilt, denen jeweils einer bis drei Policy Fellows vorstehen (Programme: Globale Gesundheit; Internationale Zusammenarbeit und nachhaltige Entwicklung; Europa; Finanzplatz; Frieden & Sicherheit; Diplomatie und internationale Akteure; Science & Tech; Migration; Gender; Umwelt, Verkehr und Energie; Völkerrecht; MENA und Asien).
Präsidentin des Vereins ist seit April 2023 Elisa Cadelli, als Vizepräsidentin amtet Marie Juillard. Den Vorstand besetzen zurzeit zwölf Personen.
Die Co-Geschäftsleitung, Sereina Capatt und Marie Hürlimann, koordiniert in Bern und Genf zusammen mit rund 10 Angestellten die verschiedenen Aktivitäten von foraus.
foraus-Regiogruppen in 9 Schweizer Universitätsstädten (Basel, Bern, Freiburg, Genf, Lausanne, Luzern, Neuenburg, St. Gallen, Zürich) unterstützen die Arbeit von foraus lokal.

## Strategie

### Primärziele
foraus sieht die Schweiz als ein international stark vernetztes Land und vertritt die Auffassung, die Aussenpolitik diene dazu, diese Vernetzung mittels Beziehungen zu anderen Staaten und internationalen Akteuren aufzubauen und zu pflegen, ihre Interessen und Werte zu fördern sowie globale Herausforderungen auf geopolitischer, sozialer, wirtschaftlicher und ökologischer Ebene anzugehen und zu bewältigen. Vor diesem Hintergrund verfolgt foraus zwei primäre Ziele: Engagement und Politische Wirkung.
Engagement: foraus möchte jüngeren Generationen den Zugang zu aussenpolitschen Debatten vereinfachen, ihnen Visibilität und eine Stimme geben und sie befähigen, eine aktive Rolle zu spielen.
Politische Wirkung: foraus möchte die Aussenpolitik durch faktenbasierte, zukunftsorientierte, innovative und konstruktive Inhalte prägen, die von ihrer Community kreiert werden.
Mittels dieser beiden Ziele möchte foraus zwei von ihm identifizierte gesellschaftliche Herausforderungen angehen: Zum einen würden junge Generationen traditionell vom Meinungsbildungsprozess ausgeschlossen, obwohl sie von aktuellen aussenpolitischen Weichenstellungen sehr stark betroffen sind. Zum anderen seien aussenpolitische Entscheidungen und Prozesse aktuell wenig bis gar nicht von inklusiven, evidenzbasierten und vorausschauenden Inhalten geprägt.
Der Think-Tank charakterisiert sich als …
Partizipativ, als eine offene Community, von einem dezentralen Netzwerk von Freiwilligen in der Schweiz und international getragen. Er setzt auf kollektive Intelligenz und bezieht verschiedene Expertisen und Perspektiven mit ein, um die Aussenpolitik inklusiver zu gestalten.
Vorausschauend, um den Weg für neue Generationen in der aussenpolitische Debatte ebnen. Junge Menschen sollen die Möglichkeit erhalten, Etabliertes zu hinterfragen und neue, vorausschauende Perspektiven einzubringen. Der Think-Tank sei ein Katalysator für konstruktive, lösungsorientierte Ideen zur Zukunft der Aussenpolitik und für neue Tools und Prozesse, mit dem Ziel, die Debatte zu beeinflussen.
Evidenzbasiert, mit wissenschaftlichem Ansatz. Die Publikationen und Veranstaltungen bieten analytische Einblicke in verschiedene Themen der Aussenpolitik. Alle Publikationen seien evidenzbasiert und unterlägen einem strengen Review-Prozess.
Unabhängig als offiziell anerkannte gemeinnützige Organisation. Der Think-Tank sei parteiunabhängig und finanziell breit abgestützt. Er treffe Entscheidungen unabhängig und sei transparent in seiner Finanzierung.

### Aktivitäten
Zu den Aktivitäten gehören die Veröffentlichung von Publikationen und Blogbeiträgen, die Führung der Innovationsplattform Policy-Kitchen, die Organisation von Veranstaltungen sowie die Kommunikation mit Medien, der Öffentlichkeit, der Verwaltung und dem Gesetzgeber.

### Publikationen
Mehrmals jährlich werden wissenschaftliche Beiträge der ehrenamtlichen Mitglieder über die Plattformen des Vereins publiziert, wobei die Autoren ihre Themen eigenständig wählen und bearbeiten. Diese Diskussionspapiere, Kurzanalysen und Blogs nehmen jeweils Bezug auf ein aktuelles und oft kontroverses Thema wie die Ausschaffungsinitiative der SVP im Jahr 2010, die Aktivitäten der Direktion für Entwicklung und Zusammenarbeit (DEZA), oder die Reaktion des Bundes auf internationale Ereignisse, wie die Aufwertung Palästinas zum UN-Beobachterstaat oder auch Handlungsvorschläge wie zum Beispiel zum neuen Verhandlungsansatz des Bundesrates zu den EU-Schweiz Sondierungsgesprächen vom Jahr 2022. Nennenswert ist zudem das Diskussionspapier «Mehr Privatkapital für die globale Nachhaltigkeit» aus März 2022, in welchem die Gründung einer Swiss Green Investment Bank (SGIB) mit Mandat, die internationale Klimafinanzierung und die dazugehörige Mobilisierung privater Akteure sicherzustellen, analysiert werden. Die Publikation führte zu fünf parlamentarischen Motionen und wurde von Nationalräten der SP, der Grünen, der GLP, der FDP und von Die Mitte unterstützt.

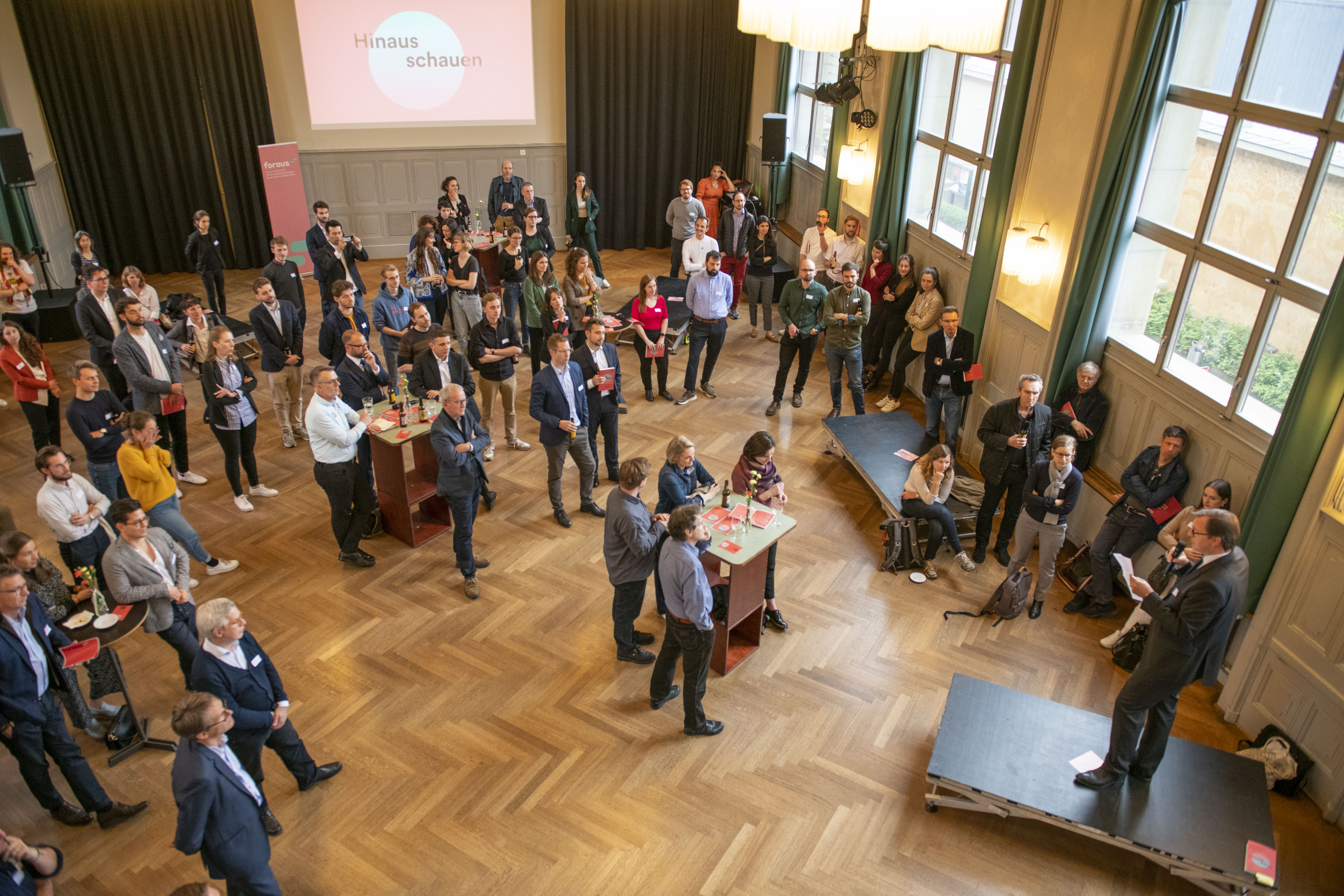
Launch des foraus-Buches Hinausschauen im März 2023.

Im Rahmen der Nationalratswahlen am 22. Oktober 2023 hat foraus in seiner «Wahljahr»-Kampagne zwei grosse Projekte lanciert. Einerseits erschien im März 2023 das foraus-Buch Hinausschauen – 26 globale Entwicklungen und die Schweiz, in welchem 29 Autoren des foraus Netzwerks die globalen Herausforderungen prägnant, spitz und fundiert analysiert haben.
Andererseits lancierte foraus im September 2023 die «Aussenpolitik-Briefings», worin foraus-Expertinnen in 14 Aussenpolitik-Briefings untersuchten, wie das Schweizer Parlament die Aussenpolitik der letzten vier Jahre mitgestaltet hat und auf anstehende Herausforderungen der Legislatur 2023 bis 2027 hinweisen.

## Blogbeiträge
Der foraus-Blog bildet eine Plattform für kontroverse Diskussionsbeiträge rund um die Aussenpolitik. Die veröffentlichten Beiträge geben die persönliche Meinung der Autorenschaft wieder und entsprechen nicht zwingend der Haltung des Vereins.

## Veranstaltungen
Der Verein organisiert jährlich mehr als 100 Veranstaltungen schweizweit, in Form von regelmässig Seminaren, Referaten, Podiumsdiskussionen und Treffen mit Vertretern aus der Politik, der Zivilbevölkerung, der Verwaltung sowie anderen Think-Tanks. Gäste wie alt-Bundesrat Pascal Couchepin, alt-Bundesrätin Micheline Calmy-Rey, alt-Bundesrätinnen Simonetta Sommaruga und Eveline Widmer-Schlumpf, Melissa Hathaway, US-Botschafter Donald Beyer, EDA-Staatssekretär Alexandre Fasel und Wirtschaftsnobelpreisträger Joseph Stiglitz nahmen bereits an foraus-Veranstaltungen teil.
PoliTisch ist ein foraus-Format zur Förderung des schweizweiten Migrationsdialogs. Mit Vertretern unterschiedlicher Sektoren, politischer Ausrichtung und Herkunft werden in der vertraulichen Atmosphäre eines gemeinsamen Abendessens sowohl Grundsatzfragen als auch Visionen und konkrete Handlungsempfehlungen diskutiert.
Zwischen 2016 und 2018 organisierte foraus über 50 PoliTische mit mehr als 500 Persönlichkeiten: in allen Sprachregionen der Schweiz, im urbanen und im ländlichen Raum, sowie in Rom, Paris und Berlin. Als Resultat veröffentlichte foraus die Publikationen «PoliTisch – 3 Jahre Migrationsdialog» und «Neuland» (NZZ Libro). In verschiedenen Medien wie der SRF und swissinfo wurden Inhalte des innovativen Formats aufgenommen.
Zu den PoliTisch-Gastgebern zählen Persönlichkeiten wie Alt-Bundesrat Pascal Couchepin, IKRK Vizepräsidentin Christine Beerli, SRF-Direktor Ruedi Matter, Staatslabor Co-Direktorin und Co-Gründerin Alenka Bonnard, ehemaliger Staatssekretär Charles Kleiber und Jungpolitiker Mathuran Poopalapillai.

## Policy Kitchen
Policy Kitchen ist eine von foraus entwickelte Innovationsplattform für aussenpolitische Handlungsempfehlungen, die einen niederschwelligen, ortsunabhängigen Mitwirkungsprozess schaffen soll, um so einem vielfältigen Netzwerk von Denkern die Möglichkeit zu geben, kreative Lösungen für dringende internationale Herausforderungen zu finden. Die so entwickelten Handlungsempfehlungen werden anschliessend an Entscheidungsträger und Medien kommuniziert. Mit Hilfe von Policy Kitchen und in Zusammenarbeit mit dem Open Think Tank Network wurden wissenschaftlich fundierte Papiere geschrieben. Policy Kitchen stellt die entwickelte Open-Source-Software weiteren Akteuren zur Verfügung und bietet Unterstützung bezüglich der Umsetzung partizipativer Prozesse. Es wurde von 2018 bis 2021 vom Migros-Pionierfonds unterstützt.

## Weitere Projekte
foraus-Projekte haben zum Ziel, evidenzbasierte politische Handlungsempfehlungen zu transnationalen Herausforderungen zu entwickeln und junge Menschen durch partizipative Formate am gesellschaftlichen Diskurs zur Aussenpolitik zu beteiligen. Dafür entwickelt und wendet es qualitative Forschungsmethoden an, mit dem Ziel, eine breite Partizipation mit hochwertiger inhaltlicher Forschungsarbeit zu kombinieren.
Vom Jahr 2023 bis Ende 2024 setzt foraus mit seinem Projekt «Bildung ohne Grenzen» ein Zeichen gegen den Ausschluss von Erasmus+, dem Programm der Europäischen Union (EU) für Bildungsmobilität. Das Projekt verfolgt das Ziel, eine von jungen Menschen geführte nationale Debatte über die Zukunft der Bildungsaussenpolitik zu initiieren. Mit innovativen Lösungen leisten sie einen wertvollen Beitrag zur Schweizer Bildungsaussenpolitik.

## Finanzierung
foraus hat ein Jahresbudget von ca. 1 Million CHF. Als unabhängiger Think Tank und gemeinnütziger Verein wird foraus von seinen Mitgliedern und anderen Privatpersonen, von gemeinnützigen Stiftungen, der öffentlichen Hand und dem Privatsektor unterstützt. Kein Spender macht mehr als 15 % der Einnahmen der Organisation aus. Zum Förderkonsortium (ein von foraus mit entwickeltes philanthropisches Instrument zur gemeinsamen Kernfinanzierung) zählen u. a. die Emil und Rosa Richterich-Beck Stiftung, die Stiftung Mercator Schweiz und der Migros-Pionierfonds. Zum weiteren Förderkreis gehören u. a. Novartis, Swiss Re, Axpo sowie einzelne Personen.

## Partnerschaften
Als Schnittstelle zwischen Politik, Wissenschaft, Gesellschaft, Wirtschaft und Medien, pflegt foraus ein sorgfältig aufgebautes Netzwerk von Partnerschaften mit über 100 Organisationen, bspw. der Fondation Jean Monnet pour l’Europe, der Universität Zürich und der UN Woman sowie einigen ausländischen Botschaften.

### Open Think Tank Network
Das Open Think Tank Network besteht aus verschiedenen Grassroots-Think Tanks, die sich mit aktuellen Themen im Bereich Aussenpolitik und internationale Politik auseinandersetzen. Die Mitglieder des Netzwerkes wollen gemäss Eigendeklaration, konstruktive, kohärente und zukunftsorientierte politische Lösungen zu entwickeln, mit dem Ziel eine offene und inklusive Diskussionskultur zu fördern. Das Ziel des Netzwerkes ist es, Think Tankers aus der ganzen Welt zu vernetzen, und mit Hilfe von neuen, digitalen Mitteln, wie etwa der Crowdsourcing-Software Policy Kitchen, das Think Tank Geschäft partizipativer, integrativer und innovativer zu machen. Das Netzwerk besteht derzeit aus Polis180 in Deutschland, Argo in Frankreich, Agora in England, Ponto in Österreich und foraus in der Schweiz.

## Rezeption
Die Reaktionen der Presse auf foraus sind teils positiv – in der Aargauer Zeitung hiess es: «Die Frauen von Foraus mischen die Schweizer Aussenpolitik auf» und die öffentlich-rechtliche Swissinfo zitierte einen foraus-Vorstand als Experten zum Thema «Die Schweiz ist im Wahlkampf – wo bleibt die Aussenpolitik?»
Kritische Töne kamen von der rechtspopulistischen Weltwoche, als sie titelte: «Gefährlichste Denkfabrik der Schweiz» und «Polit-Influencer Nicola Forster kapert die Gemeinnützige Gesellschaft».